# U tuyến nước bọt
U tuyến nước bọt là các khối u hình thành trong các mô của tuyến nước bọt. Các tuyến nước bọt được phân loại là chính hoặc phụ. Các tuyến nước bọt chính bao gồm các tuyến mang tai, dưới màng cứng và tuyến dưới lưỡi. Các tuyến nước bọt nhỏ bao gồm 800-1000 tuyến nhầy nhỏ nằm khắp niêm mạc khoang miệng.

## Biểu hiện
Các khối u tuyến nước bọt thường xuất hiện dưới dạng cục hoặc sưng ở tuyến bị ảnh hưởng có thể có hoặc không có trong một thời gian dài. Khối u có thể đi kèm với các triệu chứng tắc nghẽn ống dẫn (ví dụ khô miệng). Thông thường, trong giai đoạn đầu của chúng, không thể phân biệt khối u lành tính với khối u ác tính. Một trong những triệu chứng khác biệt chính của sự tăng trưởng ác tính là liên quan đến thần kinh; ví dụ, các dấu hiệu tổn thương thần kinh mặt (ví dụ như liệt mặt) có liên quan đến các khối u parotid ác tính. Đau mặt và dị cảm cũng rất thường liên quan đến các khối u ác tính. Các triệu chứng nguy hiểm khác có thể gợi ý ác tính và đảm bảo điều tra thêm là cố định khối u vào da quá mức, vết loét và sự cứng của niêm mạc.

## Chẩn đoán

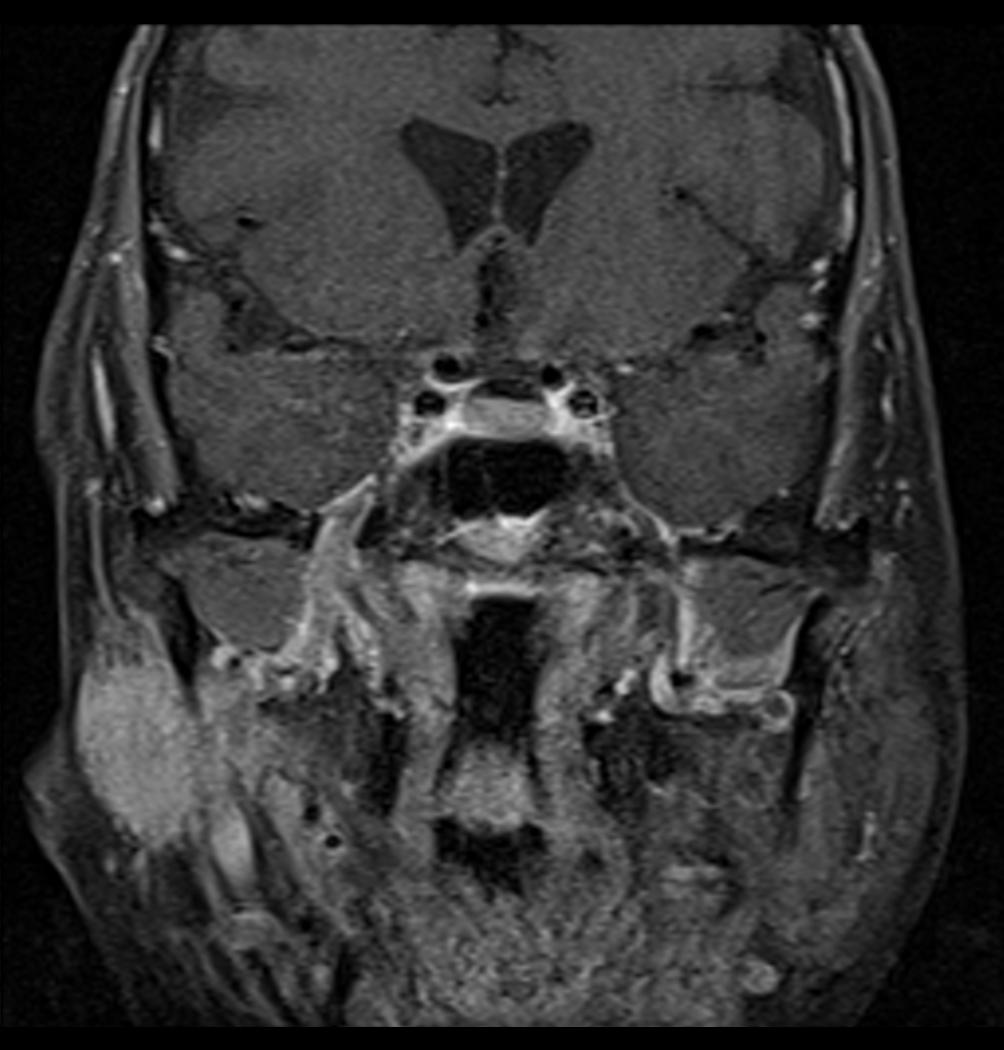
MRI mạch vành cho thấy ung thư biểu mô tuyến adotid phải.

Có nhiều phương pháp chẩn đoán có thể được sử dụng để xác định loại khối u tuyến nước bọt và nếu nó là lành tính hay ác tính. Ví dụ về các phương pháp chẩn đoán bao gồm:
Khám sức khỏe và lịch sử: Một cuộc kiểm tra của cơ thể để kiểm tra các dấu hiệu chung về sức khỏe. Đầu, cổ, miệng và cổ họng sẽ được kiểm tra các dấu hiệu bệnh, chẳng hạn như cục u hoặc bất cứ thứ gì khác có vẻ bất thường. Một lịch sử về thói quen sức khỏe của bệnh nhân và các bệnh và phương pháp điều trị trong quá khứ cũng sẽ được thực hiện.
Nội soi: Một thủ tục để xem xét các cơ quan và mô bên trong cơ thể để kiểm tra các khu vực bất thường. Đối với ung thư tuyến nước bọt, một ống nội soi được đưa vào miệng để nhìn vào miệng, cổ họng và thanh quản. Máy nội soi là một dụng cụ mỏng, giống như ống với ánh sáng và ống kính để xem.